# Villa Banchieri (Lucca)
Villa Banchieri è una storica villa toscana, situata a Lunata di Capannori, in provincia di Lucca. Fatta costruire da un ramo della nobile famiglia toscana Banchieri (detti "Secondi" per distinguerli dal ramo principale di Pistoia, dove fiorì, acquisendo titoli nobiliari e imparentandosi con le famiglie più illustri del tempo, tra cui i principi Rospigliosi), oggi ospita oggi un hotel.

## Storia e descrizione

Stemma della famiglia Banchieri di Lucca (ramo dei cosiddetti "Banchieri Secondi")

I primi cenni storici che troviamo sull'origine della villa a Lucca risalgono al 1445 (verosimilmente quando alcuni Banchieri di Lucca lasciarono Pistoia): a quei tempi la costruzione riguardava soltanto il piano terreno che fu in principio abitato da Ser Antonio di Giovanni Banchieri e da i suoi fratelli Ugolino e Martino. 
Il primo piano della villa, le stalle e la limonaia furono, al contrario, realizzati nei due secoli successivi.
Con riferimento agli interventi edilizi apportati alla Villa nel corso dei secoli, da alcune bozze di disegni rinvenute negli archivi storici risulta che verso il 1800-1820 vennero realizzate alcune modifiche alla facciata che ricordano l'architettura dell'artista Nottolini, che a quel tempo realizzava ampliamenti di Ville e Palazzi nella zona di Segromigno. Nottolini era nato a Zone, a circa 200 metri da Villa Banchieri, nel territorio delle cosiddette "sei miglia", allora parte integrante della città di Lucca.
In documenti originali del 1766 si legge che Domenico Banchieri insieme ai figli Sebastiano, Domenico e Libertà cedettero per 30 anni alcuni terreni circostanti la Villa (detti livelli) all'"Offizio dei Poveri Vergognosi", associazione che aiutava i nobili decaduti che non osavano elemosinare: tale pratica di beneficenza era infatti tipica delle famiglie più abbienti nei secoli XV/XVIII.
Nella seconda metà dell'800 alcuni membri della famiglia Banchieri furono personalità rilevanti del clero, come il reverendo Sebastiano Banchieri e Serafino Banchieri di Fratta. Del resto in quel periodo fra le famiglie influenti di Lucca era doveroso avere congiunti che abbracciavano la vita ecclesiastica, sia per vocazione che per dovere verso la famiglia. All'inizio del XX secolo, la famiglia Banchieri, già proprietaria della Villa per cinque secoli, decise infine di cederla.
Dagli anni settanta la Villa Banchieri è stata acquistata da una famiglia storica lucchese che ha convertito questa antica dimora in un hotel. Per apprezzare la bellezza della Villa si percorre un viale alberato di 300 metri, quindi varcato l'ampio cancello, si viene accolti dal profumo dei tigli e dal verde intenso e rilassante del parco secolare che circonda la struttura.